# 茶話會

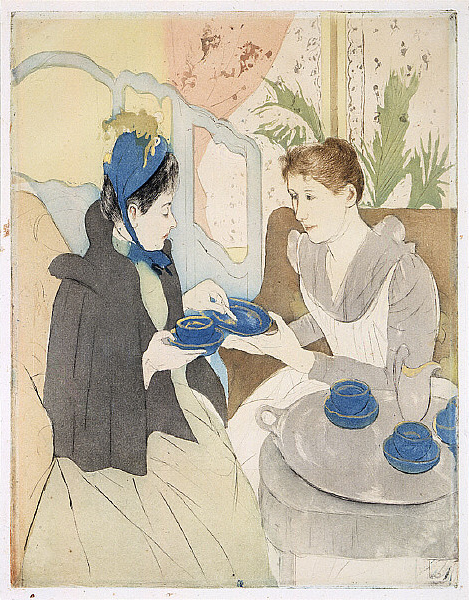
約1891年，玛丽·卡萨特創作的茶話會場景繪畫

茶話會是人們在下午举行的社交聚会活动。茶話會也可以被視為一種商务会议以及庆祝活动。很多人會在中午或下午时分与同伴一起喝茶以及品嘗茶点（例如三明治、烤饼、蛋糕、糕点和饼干等各种食物）。